# Teofil Edeški
Teofil Edeški ([Θεόφιλος] Napaka: {{Jezik-xx}}: transliteration text not Latin script (pos $1) (pomoč)), znan tudi kot Teofil ibn Tuma (Teofil, Tomažev sin), je bil srednjeveški astrolog in učenjak iz Mezopotamije, * 695, Edesa, † 785. 
Teofil je bil maronit. Prevedel je veliko knjig iz grščine v sirščino, med njimi tudi Homerjevo Iliado. V poznih letih je bil astrolog abasidskega kalifa al-Mahdija.

## Življenje
Dogodek iz njegovega življenje je opisal sirski kronist Bar Hebreus (1226–1286): 
Teofil je služil kalifu al-Mahdiju, ki ga je zelo cenil zaradi njegove superiornosti v umetnosti astrologije. Rečeno je bilo, da se je kalif nekega dne želel odpraviti na potovanje v eno od svojih provinc in s seboj vzeti svoj dvor. Kalifova žena je poslala nekoga, da reče Teofilu: "Vi ste tisti, ki ste kalifu svetovali, naj se odpravi na to potovanje, s čimer ste nam naložili utrudljivost in dolgočasje potovanja, ki ga ne potrebujemo. Zato upam, da bo Bog naredil, da pogineš in izgineš s tega sveta, da bi mi, ko se te znebimo, našli mir".  Teofil je služabniku, ki mu je prinesel to sporočilo, odgovoril: "Vrni se k svoji gosposki in ji reci: Nisem jaz svetoval kralju, naj gre na to potovanje, saj lahko potuje, kot se mu zdi. Kar zadeva prekletstvo, ki ste ga vrgli name, da bi Bog pospešil mojo smrt, je odločitev o tem že sprejeta in potrjena od Boga. Kmalu bom umrl, vendar ne domnevajte, da zato, da bi se izpolnila vaša molitev. To je volja mojega Stvarnika, ki bo to izpolnila. Toda ti, kraljica, pravim ti:  Pripravi si veliko prahu in ko izveš, da sem mrtev, si vsuj ves ta prah na glavo". Ko je kraljica slišala te besede, jo je prevzel velik strah in prestrašeno se je spraševala, kaj se bo zgodilo.  Malo zatem je Teofil umrl in dvajset dni za njim je umrl tudi kalif al-Mahdî. To, kar je določil Teofil, se je zgodilo.

## Dela
Teofil je v grščini napisal naslednja dela o astrologiji: 
- Dela na volitvah za vojne in kampanje ter suverenost
- Astrološki učinki
- Različne volitve
- Zbirka o kozmičnih začetkih

Knjige so se ohranile bolj ali manj nedotaknjene, skupaj z odlomki njihovih arabskih različic. 
Teofil je napisal tudi izgubljeno zgodovinsko kroniko v sirščini, ki so jo   uporabili številni poznejši pisci. Jakobitski patriarh Dionizij iz Tel Mahre (818–845) ga je večkrat navedel v svoji svetovni zgodovini z naslovom Letopisi. Teofilovo gradivo je uporabil tudi melkitski zgodovinar Agapij iz Hierapolisa iz 10. stoletja. 